# モンクロア＝アラバカ
モンクロア＝アラバカ （Moncloa-Aravaca）は、スペイン、マドリードの区。

## 概要
1980年代の、マドリード自治州における地方分権の流れによって誕生した。行政区中第3位の面積を持つ。かつての自治体アラバカと、新しい住宅地バルデサルサが合併している。現在は7つの地区で構成される。
- 91 - カサ・デ・カンポ
- 92 - アルグエリェス
- 93 - シウダー・ウニベルシタリア
- 94 - バルデサルサ
- 95 - バルデマリン
- 96 - エル・プランティオ
- 97 - アラバカ

ポスエロ・デ・アラルコン、マハダオンダの2都市、フエンカラル＝エル・パルド、テトゥアン、チャンベリ、セントロ、ラティーナの各区と接している。
区内北西部にあるマドリード大学都市（es）は、通称モンクロア・キャンパスとも呼ばれ、マドリード・コンプルテンセ大学、マドリード・ポリテクニカ大学（es）、国立スペイン放送大学（es）、アントニオ・デ・ネブリハ大学（es）、メネデス・ペラーヨ国際大学（es）、サラマンカ・ポンティフィシア大学（es）の校舎が集まる。

## 交通
- セルカニアス マドリード - C-7号線、C-10号線、プリンシペ・ピオ駅、アラバカ駅、エル・バリアル＝セントロ・コメルシアル・ポスエロ駅
- マドリード地下鉄 - 3号線、4号線、6号線、7号線、10号線、